# Bundesautobahn 95
De Bundesautobahn 95 (kortweg: A95) loopt vanaf München in de richting van Garmisch-Partenkirchen. De A95 is 67 kilometer lang en de E533 loopt mee over de gehele route.
De A95 was oorspronkelijk gebouwd voor de Olympische Zomerspelen van 1972 in München. Het stuk tussen München en Ohlstadt werd toen geopend. Tijdens de Olympische Spelen werd dit stuk tijdelijk afgesloten voor het hard fietsen.
In de jaren 1980 werd het stuk tussen Ohlstadt en Eschenlohe vrijgesteld voor het verkeer, waar nu nog de snelweg eindigt. In de richting van Garmisch maakt het verkeer voorlopig gebruik van de B2. Wellicht volgt op een later moment een verlenging van de A95 tot aan Farchant. Plannen voor een verlenging van de A95 tot Garmisch vallen echter onder de B2 die zal worden uitgebouwd als Gelbe Autobahn.
Het reeds gebouwde traject tussen Farchant en Burgrain maakt op dit moment onderdeel uit van de B2. Of dit later zal worden omgenummerd naar A95 is nog onbekend.

## Trivia
- De Loisachbrücke Ohlstadt is met een lengte van 1315 meter de langste dalbrug van Beieren.
- Tussen München-Sendling-Süd en München-Kreuzhof is de weg ten onrechte bewegwijzerd als autosnelweg: het valt buiten de tolverplichting voor vrachtwagens.